# Kina i olympiska vinterspelen 1984
Kina deltog i olympiska vinterspelen 1984. Kinas trupp bestod av 37 idrottare, 21 kvinnor och 16 män.

## Resultat

### Alpin skidåkning
- Storslalom herrar
  - Li Guangquan - 54
  - Liu Changcheng - 56
  - Wu Deqiang - 59

- Slalom herrar
  - Wu Deqiang - 29
  - Li Guangquan - 30
  - Liu Changcheng - 33

- Storslalom damer
  - Jin Xuefei - 42
  - Wang Guizhen - AC

- Slalom damer
  - Jin Xuefei - 19
  - Wang Guizhen - 20

### Hastighetsåkning på skridskor
- 500 m herrar
  - Chen Jianqiang - 29T
  - Wang Nianchun - 35
  - Gai Zhiwu - 38

- 1 000 m herrar
  - Chen Jianqiang - 37
  - Gai Zhiwu - 39
  - Wang Feifan - 40

- 1 500 m herrar
  - Li Wei - 38

- 5 000 m herrar
  - Zhao Shijian - 34
  - Li Wei - 40

- 10 000 m herrar
  - Zhao Shijian - 30

- 500 m damer
  - Cao Guifeng - 25
  - Shen Guoqin - 26
  - Miao Min - 28

- 1 000 m damer
  - Shen Guoqin - 26
  - Miao Min - 28
  - Cao Guifeng - 32

- 1 500 m damer
  - Wang Guifang - 23
  - Wang Xiuli - 24
  - Kong Meiyu - 29

- 3 000 m damer
  - Wang Guifang - 21
  - Wang Xiuli - 22
  - Kong Meiyu - 23

### Konståkning
- Herrar
  - Xu Zhaoxiao - 18

- Par
  - Luan Bo och Yao Bin - 15

- Isdans
  - Xi Hongyan och Zhao Xiaolei - 19

- Damer
  - Bao Zhenghua - 22

### Längdskidåkning
- 15 km herrar
  - Song Shi - 66
  - Li Xiaoming - 67
  - Lin Guanghao - 68
  - Zhu Dianfa - 69

- 30 km herrar
  - Song Shi - 62
  - Li Xiaoming - 64

- Stafett herrar
  - Song Shi, Li Xiaoming, Lin Guanghao, Zhu Dianfa - 15

- 5 km damer
  - Dou Aixia - 48
  - Tang Yuqin - 49
  - Chen Yufeng - 51
  - Song Shiji - 52

- 10 km damer
  - Chen Yufeng - 49
  - Dou Aixia - 50
  - Zhang Changyun - 51
  - Song Shiji - 52

- Stafett damer
  - Dou Aixia, Tang Yuqin, Chen Yufeng, Song Shiji - 12

### Skidskytte
- Sprint herrar
  - Song Yongjun - 45
  - Liu Hongwang - 46
  - Song Wenbin - 53

- Distans herrar
  - Sun Xiaoping - 52
  - Liu Hongwang - 54
  - Long Yunzhou - AC

- Stafett herrar
  - Sun Xiaoping, Long Yunzhou, Liu Hongwang, Song Yongjun - 16